# Kołaczkowo (Września)
Pour les articles homonymes, voir Kołaczkowo.
Kołaczkowo (prononciation : [kɔwat͡ʂˈkɔvɔ]) est un village de Pologne, situé dans la voïvodie de Grande-Pologne. Il est le chef-lieu de la gmina de Kołaczkowo, dans le powiat de Września.
Il se situe à 14 kilomètres au sud de Września (siège du powiat) et à 52 kilomètres au sud-est de Poznań (capitale régionale).

## Histoire
De 1975 à 1998, Kołaczkowo faisait partie du territoire de la voïvodie de Poznań.

Depuis 1999, le village fait partie du territoire de la voïvodie de Grande-Pologne.